# Borderline Tehetségekért Alapítvány
Borderline Tehetségekért Alapítványt 2021-ben hozták létre Budapesten. Az alapítvány célja, hogy a Borderline személyiségzavart és megismertetése a társadalommal és a személyiségzavarban szenvedőkön segítsen. Ez a  személyiségzavar, amelyet a világon az egyik legbonyolultabbnak tart a jelenlegi orvostudomány. Gyakorta még a jól felkészült szakembereknek is fejtörést okoz a kezelése. A világon több, mint 140 millió ember szenved ettől a személyiségzavartól. Sokaknak, akik ebben a személyiségzavar típusban szenvednek nehéz mind a megértése mind a betegségük megélése a társadalmon belül. Az alapítvány a betegség felderítésével, kezelések ajánlásával, kommunikációs panelbeszélgetésekkel, társadalmi integrációval, munkaügyi tanácsadással, munkába állítással éri el, hogy a személyiségzavarban szenvedők életminősége javuljon.

## Az alapítvány céljai
- Hosszútávú segítséget nyújtani a Borderline személyiségzavarral élő emberek és családjaik számára.
- Életviteli támogatást és munkatanácsadás a jobb életminőség elérése, a BPD-ben közvetlenül és közvetve szenvedő embereknek.
- Támogatást kíván nyújtani a Borderline emberek, hogy jobb ellátást, kezelést kaphassanak.
- Céljuk, hogy ezeket a gyakran perifériára szorult embereket segítsék tehetségük megtalálásában, megélésében és kibontakoztatásában.[1]
- Azoknak a Borderline Személyiségzavarral diagnosztizált embernek a segítése és támogatása, akik kreatívok és kiemelkedő képességgel bírnak valamilyen művészeti ágban és már gyakorolják tehetségüket az alkotó szcénában.
- A témában releváns képzések szervezése és megtartása Magyarországon.
- Borderline kampányok szervezése és a széleskörű társadalmi ismeretterjesztése a témának.
- Borderline művészeti kiállítások szervezése, amivel a személyiségzavarban szenvedőket támogatják.
- Kapcsolódó irodalmak népszerűsítése és magyar nyelvre fordítása.
- Önsegélyező beszélgetések szervezése.
- Betegeknek szervezett rendezvények, valamint egyes tudományos rendezvények támogatása Magyarországon.
- A Borderline személyiségzavaros betegeket érintő ellátórendszer fejlődését előirányzó kezdeményezések támogatása.
- Azonos vagy rokon szakmai területen dolgozó szervezetek támogatása, hálózati fejlődésének segítése.[3]